# Industrielle Landwirtschaft

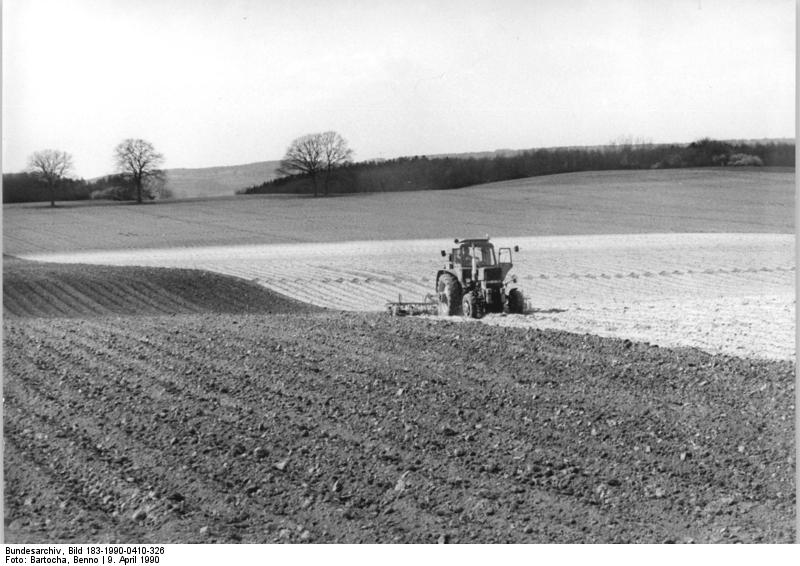
Industrialisierter Ackerbau einer LPG in der DDR 1990

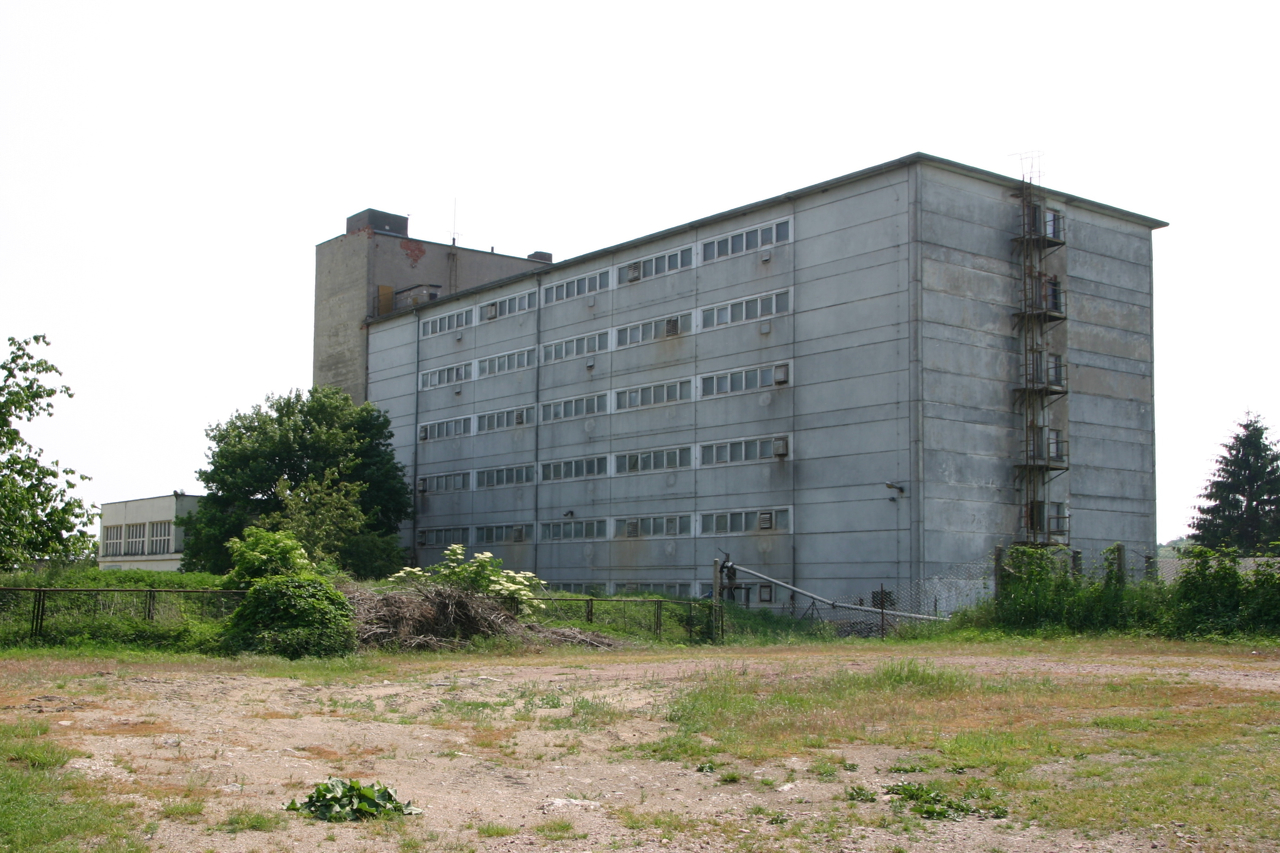
Auf Effizienz getrimmt: Das „Schweinehochhaus“ bei Maasdorf

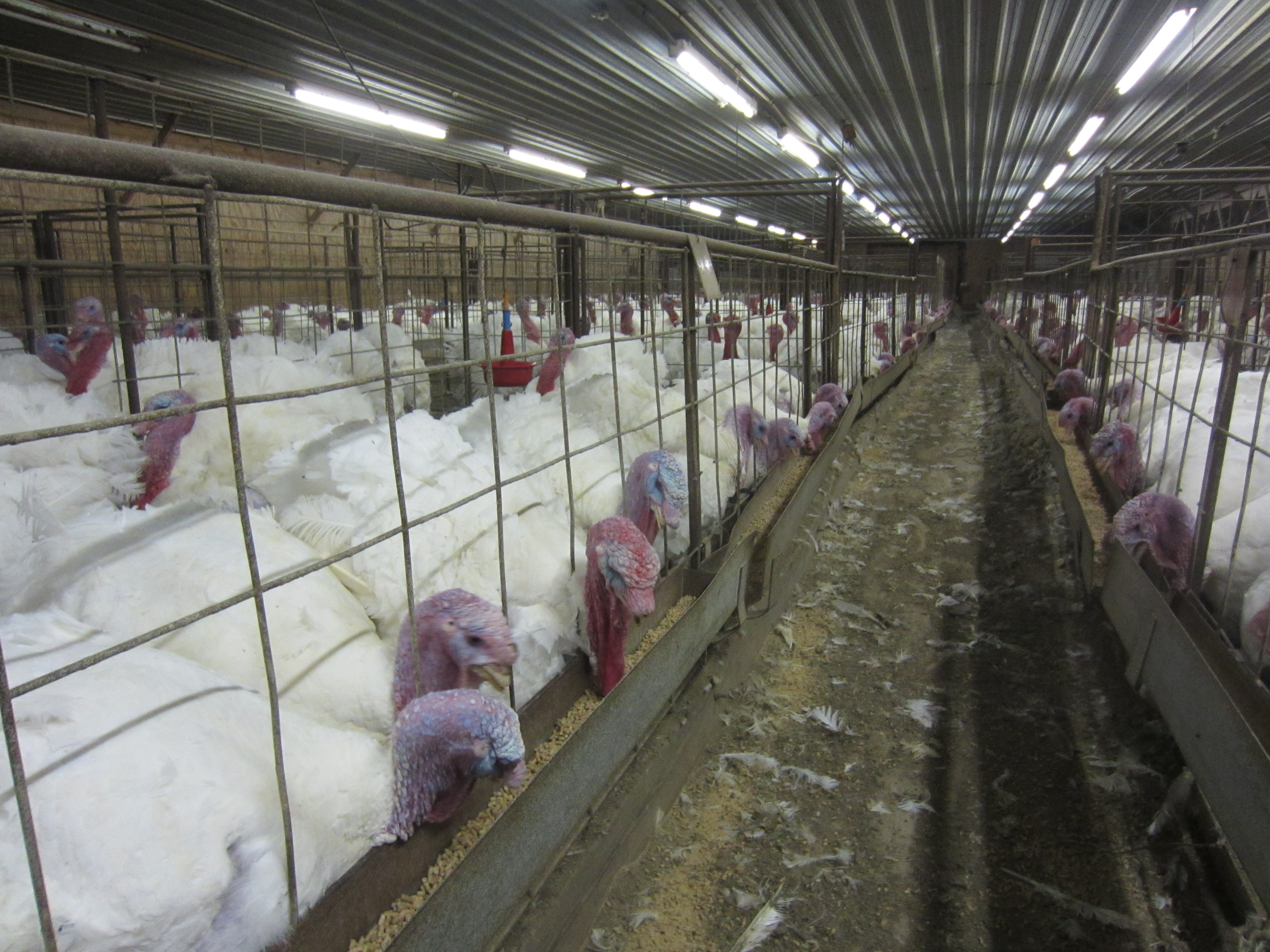
Putenstall in North Carolina (USA)

Als industrielle Landwirtschaft (auch Agrarindustrie) wird im engen Sinne ein Typ von Landwirtschaft bezeichnet, der industriespezifische Produktionsweisen verwendet.

## Allgemeines
Kennzeichen landwirtschaftlicher Industriebetriebe sind ein hoher Spezialisierungsgrad, die Verwendung technischer Verfahren, ein hoher Kapital- und Energieeinsatz, eine hohe Produktivität und der Übergang zu standardisierter Massenproduktion. Die Entwicklung zur industrialisierten Landwirtschaft betrifft nicht nur einige wenige dabei entstandene Agrarindustrie-Unternehmen, sondern auch Betriebe, die sich z. B. in Familienbesitz befinden. In den Vereinigten Staaten ist der Prozess für die Mehrzahl der Betriebe vollzogen.
Im weiten Sinne werden alle Agrarsysteme, bei denen Maschinen zum Einsatz kommen, als Industrielle Systeme bezeichnet. Sie stehen damit den traditionellen Landwirtschaftsformen gegenüber, deren Arbeitsschritte ausschließlich durch menschliche und ggf. tierische Arbeitskraft bewältigt werden.
Agrarindustrielle Betriebe sind grundsätzlich Großbetriebe. Nach Helmut Klüter vom Institut für Geographie und Geologie der Universität Greifswald liegen die Mindestgrößen bei:
- Viehanlagen mit mehr als 500 Rindern (GV), und/oder mehr als 2000 Schweinen oder mehr als 380 Sauen mit 3000 Ferkeln und/oder mehr als 9000 Geflügeltieren, wobei die Besetzung einer Stallanlage 600 Tiere nicht überschreitet
- Betrieben mit mehr als 500 ha landwirtschaftlicher Nutzfläche.

Eine industrielle landwirtschaftliche Produktionsweise ist mit einer Beeinflussung und Veränderung des Ökosystems verbunden. Es kommt zu einer Abnahme der Artenvielfalt und einer künstlichen, einseitigen Manipulierung des ökologischen Gleichgewichtes zugunsten der Nutzpflanzen und Nutztiere. Ursache sind die Anlage von Monokulturen und der hohe Einsatz von Pestiziden. Die Landschaft muss überdies „maschinengerecht“ geformt werden, so dass natürliche Strukturen (Weiher, Randstreifen, Streuobstwiesen) in weiten Teilen entfernt werden. Solche Agrarlandschaften werden häufig als „Agrarsteppe“ bezeichnet.
Als Gegenentwurf zur industriellen Landwirtschaft wird oft die bäuerliche Landwirtschaft genannt. Für eine bäuerliche Landwirtschaft ist die Existenz einer Hofstelle typisch. Eine Hofstelle ist vor allem dadurch gekennzeichnet, dass der Landwirt meist auf dem Betriebsgelände wohnt.

## Geschichte
Im Zuge der Industrialisierung im 19. und 20. Jahrhundert hatten sich Gesellschaft und Wirtschaft Europas grundlegend verändert. Nach dem Zweiten Weltkrieg setzte die Hauptphase der industriellen Landwirtschaft in Europa ein, die in den USA schon in der ersten Hälfte des 20. Jahrhunderts zu spüren war. Auf der einen Seite handelt es sich dabei um einen tiefgreifenden Strukturwandel durch konsequente Nutzung des agrartechnischen Fortschritts. Andererseits war die Entwicklung mit einer Vielzahl von Folgeproblemen behaftet, die mit Begriffen wie Agrarfabrik, Agribusiness oder Agrarindustrie assoziiert werden. Die Erwerbstätigkeit in der profitorientierten Agrarindustrie geht oft einher mit prekären Beschäftigungsverhältnissen und einer vertieften Entfremdung der in der Landwirtschaft Tätigen von ihrer Arbeit.

## Umweltrecht
In der Tierhaltung liefert das deutsche Umweltrecht Anhaltspunkte. Überschreitet der (geplante) Tierbestand in einem Betrieb der Tierhaltung einen bestimmten, vom Gesetz über die Umweltverträglichkeitsprüfung (UVPG) vorgegebenen Schwellenwert, so entsteht eine Pflicht zu einer Umweltverträglichkeitsprüfung, wenn der Tierhalter seinen Betrieb vergrößern oder an einem neuen Standort Ställe bauen will. Betriebe, die den Schwellenwert überschreiten, gelten als „große gewerbliche Tierhaltungsanlagen“.
§ 3b des UVPG (UVP-Pflicht aufgrund Art, Größe und Leistung der Vorhaben) bestimmt in Absatz 1:

„Die Verpflichtung zur Durchführung einer Umweltverträglichkeitsprüfung besteht für ein in der Anlage 1 aufgeführtes Vorhaben, wenn die zur Bestimmung seiner Art genannten Merkmale vorliegen. Sofern Größen- oder Leistungswerte angegeben sind, ist eine Umweltverträglichkeitsprüfung durchzuführen, wenn die Werte erreicht oder überschritten werden.“

Eine UVP entfällt u. a. dann, wenn in einem Betrieb nicht mehr als 42.000 Hennen in Intensivhaltung, 84.000 Junghennen, 30.000 Stück Mastgeflügel in Intensivhaltung, 250 Rinder, 1000 Kälber, 1500 Schweine, 560 Zuchtsauen einschließlich dazugehöriger Ferkel oder 4500 Ferkel gehalten bzw. aufgezogen werden.

## Kritik

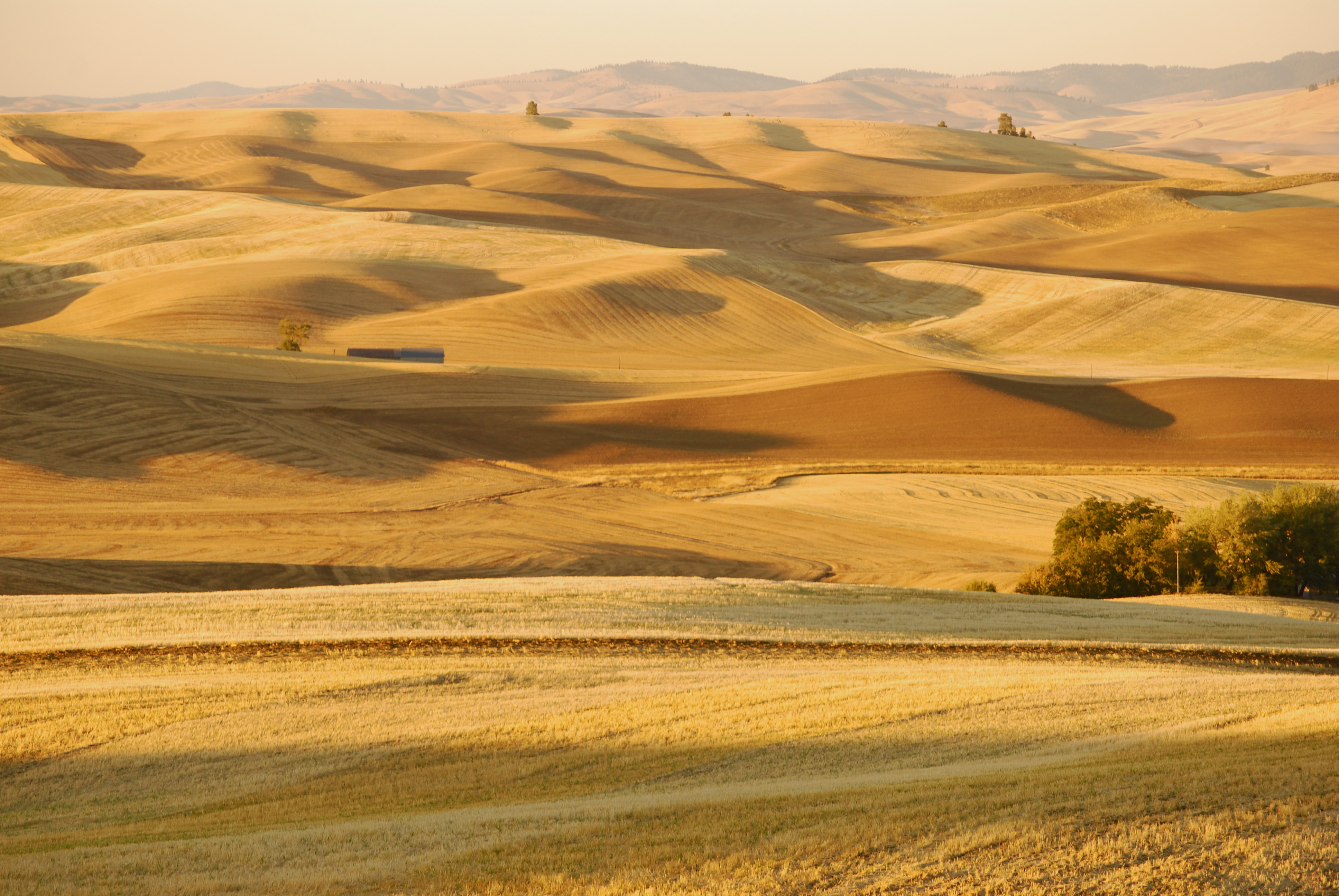
Extrem artenarme „Agrarsteppe“ in der Region Palouse (USA)

Mit der Industrialisierung der Landwirtschaft sind oft Monokulturen und eine Intensivierung verbunden. Zu den ökologischen Auswirkungen gehören vor allem Bodenverdichtung, Bodenerosion, Bodenversalzung sowie das Eindringen von Agrarchemikalien in das Grundwasser. Der umfangreiche Einsatz von Pflanzenschutzmitteln im Rahmen der industriellen Landwirtschaft schädigt in großem Ausmaß Ökosysteme und reduziert die biologische Artenvielfalt. So ist der Einsatz von Pflanzenschutzmitteln mitverantwortlich für den Rückgang von (Wild)bienen und anderen Insekten, das Vogelsterben sowie die Belastung von Grundwasser und Böden. Hinzu kommen im Zusammenhang mit der Massentierhaltung ungelöste Fragen des Tierschutzes.
Die 400 Wissenschaftler des Weltagrarberichts fordern ebenso wie die UNCTAD, die Deutsche Akademie der Naturforscher Leopoldina und viele weitere Fachgesellschaften, einen Wandel von der aktuell betriebenen und geförderten industriellen, energieintensiven Landwirtschaft hin zu kleinräumiger, ökologischer Landwirtschaft.
Von anderen Kritikern wird für die industrielle Landwirtschaft die Gefahr gesehen, dass landwirtschaftliche Produkte mit industriellen Werkstücken auf eine Stufe gestellt werden, die in einer Fabrik am Fließband oder mit Robotern zu jeder Zeit in gewünschter Menge hergestellt werden. Eine solche Auffassung führe zwangsläufig dazu, aus Rohstoffen, Ressourcen und Nutztieren das Äußerste herauszuholen.
Kritisiert wird auch die mit der industriellen Landwirtschaft in der Regel verbundene Weltmarktorientierung, die die Ernährungssicherheit gefährde, da die Abhängigkeit der Entwicklungsländer von unvorhersehbaren Preisschwankungen der von ihnen im- und exportierten landwirtschaftlichen Erzeugnisse verstärkt werde, während die Erzeugung von Grundnahrungsmitteln zugunsten der für den Export bestimmten Produkte zurückgehe.

Umweltverbände werfen insbesondere dem Deutschen Bauernverband vor, eine Agrarwende zu verhindern. Schon 2002 stellte eine Studie im Auftrag des NABU fest: 

„Nur wenn es gelänge, die Einflüsse von innovationshemmenden Vertretern aus Bauernverbänden und Ernährungswirtschaft zurückzudrängen, hätte die Agrarwende eine Chance.“